# Briller Schloss

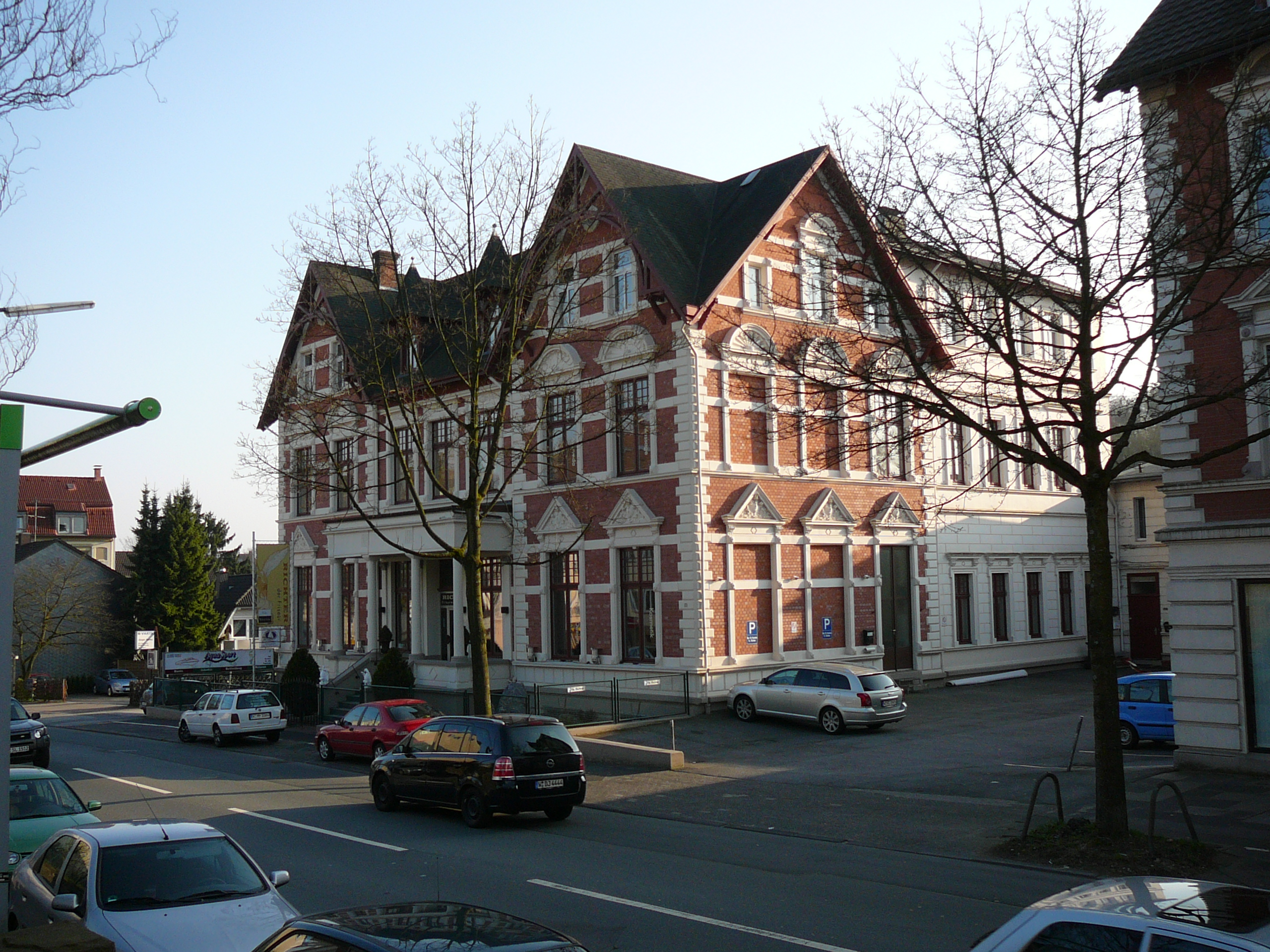
Das Briller Schloss

Das Briller Schloss (Anschrift Nevigeser Straße 77) ist ein denkmalgeschütztes Wohn- und Geschäftshaus in Wuppertal-Elberfeld.
Der Name bezieht sich auf kein Schloss, das einem adeligen Herrn als Wohn- oder Regierungssitz diente, sondern auf ein um die Jahrhundertwende als Gasthof und Restauration mit Gesellschaftssaal benutztes Gebäude – Ansichtskarten zeugen davon. Dazu gehörte ein Gondelteich hinter dem Haus. Dieser Teich, der sehr wahrscheinlich vom Briller Bach gespeist wurde, existiert nicht mehr. Das Gelände ist heute überbaut.
Das Gebäude wurde am 4. Dezember 1984 als Baudenkmal anerkannt und in die Denkmalliste der Stadt Wuppertal eingetragen.
Heute wird das zweigeschossige Gebäude unter anderem von einem Friseur, einem Physiotherapeuten, einer Sportbootschule und einem Bootscenter genutzt.
Eine in der Nachbarschaft liegende Bushaltestelle mit gleichem Namen zeugt noch vom ehemaligen Ausflugslokal Briller Schloss.